# デッド オア アライブ パラダイス
『デッド オア アライブ パラダイス』（DEAD OR ALIVE Paradise）は、2010年4月10日にコーエーテクモゲームスより発売されたPlayStation Portable用バカンスゲーム。略称は「DOAP」。キャッチコピーは「てのひらサイズのパラダイス♥」。

## 概要
前作『デッド オア アライブ エクストリーム2』を携帯機向けにダウングレードさせてゲストキャラクターを加えた移植版に近い作品であり、時系列・ストーリー共に『X2』と同じものとして扱われている。コーエーテクモゲームス社としての初の『DOA』タイトルであり、早矢仕洋介が手掛けるようになった1作目でもある。
前作ではショップで購入&包装したものか未開封のもの限定だったプレゼントシステムが、所持&開封済みのアイテムでもラッピングしてもらえるようになった。バレー戦における隠し設定だった体格値（差）が無くなり、DからA→Sの順で強い5段階パラメータで表される「吹き飛ばし」能力に置き替わった。ラジオステーションのBGMは自社製作のものが増え、CDアルバム『Rio Sound Hustle! -Rio盛-』に収録されているRio（井上麻里奈）のキャラクターソング「GODDESS OF VICTORY」もセレクトされている。
動物をモチーフにした専用水着、格闘タイトルからの移植類（かすみのセーラー服、レイファンの旗袍など）は削除されたため水着数は全213着（Rioのみ24着、他21着ずつ）に減少し、アクティビティの方も水上オートバイレース、ウォータースライダー、綱引きが不採用となっている。
細かい点では、3つの宿泊ホテルに対するキャラクターごとの好き嫌いが無くなり、最初に選んだホテルでバカンス終了まで過ごすようになった。
なお、後述のタイアップ企画、ゲーム本品のボックスアート、後述特典グッズなどでは、当作以前の過去シリーズからの流用ではない新規モデリングによる顔立ちとヘアカラーの「かすみ」と、アリスバンドを外し初出となる白いキャミソールを着るなどした「ヒトミ」が出演した（採用された）。
名称が似ているが先発の携帯ゲーム『DOAパラダイス♪』とは全くの別物である。

## ストーリー
結局、火山の噴火で沈んでしまったザック島であったが、ピラミッドで財宝を発見したザックは再び億万長者となり、正体不明の「偉大なる者」と契約を結んでザック島改め「ニューザック島」として復活させる。そして今度は、自らが宇宙平和のためにDOATECを再興すると宣言し、さらに第5回DOA大会の招待状を送り付ける。それは第4回大会出場者の、やっぱり女性だけだった。

## キャラクター
Rio（リオ）が『Rioシリーズ』からのコラボレーションで初登場。

## 限定、特典、廉価版
DEAD OR ALIVE Paradise 初回限定版 秘密の楽園ボックス
DEAD OR ALIVE Paradise 初回限定版 かすみ特製フィギュア&秘密の楽園ボックス
通常版と同時発売の限定品2種。内容物……オリジナルアートボックス、フォトブック、サントラCD、1/6スケール・ガレージキット（後者のみ）、お風呂ポスター（先着予約限定）。また、数量限定の先着購入特典「妄想フォト」も用意され、各販売店の判断で購入者に配布された。『WonderGOO』ではオリジナルの「ヒトミ立体マウスパッド」付属セットが限定販売された。
DEAD OR ALIVE Paradise PSP the Best
日本の廉価版。UMD版、ダウンロード版、UMD Passport版なども存在する。

## グッズ
DEAD OR ALIVE Paradise ガイドブック
コーエーテクモゲームス、2010年5月20日発売、ISBN 978-4775807781

## 企画
DEAD OR ALIVE Paradise × 美人時計
2010年4月1日 - 30日配信 - かすみとヒトミが出演した『美人時計』とのタイアップ。